# Groenstaartkomeetkolibrie
De groenstaartkomeetkolibrie (Lesbia nuna) is een vogel uit de familie Trochilidae (kolibries).

## Verspreiding en leefgebied
Deze soort komt voor van noordoostelijk Colombia tot noordelijk Bolivia en telt zes ondersoorten:
- L. n. gouldii: Colombia en westelijk Venezuela (?).
- L. n. gracilis: noordelijk en centraal Ecuador.
- L. n. aureliae: zuidelijk Ecuador.
- L. n. pallidiventris: noordelijk Peru.
- L. n. huallagae: centraal Peru.
- L. n. nuna: zuidwestelijk Peru en noordelijk Bolivia.